# Новая демократия (Греция)
«Новая демократия» (греч. Νέα Δημοκρατία) — греческая либерально-консервативная политическая партия, основанная в 1974 году Константиносом Караманлисом. Одна из крупнейших партий в Греции наравне с Коалицией радикальных левых. По результатам выборов 2023 года формирует правительство большинства.
Партия входит в состав Европейской народной партии, Международного демократического союза и Центристского демократического интернационала.

## История
Под лозунгом «Караманлис или танки» партия победила на первых парламентских выборах, проходивших после падения диктатуры в Греции. НД сохранила власть после парламентских выборов 1977 года, однако после выборов 1981 года уступила власть ПАСОК.
«Новая демократия» вернулась к власти в 1989 году, заключив коалиционное соглашение с коалицией левых партий «Синаспизмос». Позже была заключена широкая коалиция с ПАСОК.
После выборов 1993 года партия находилась в оппозиции до 2004 года.
На досрочных парламентских выборах 2004 года «Новая демократия» вернулась к власти под руководством Костаса Караманлиса, племянника Константиноса Караманлиса, и до 2009 года находилась у власти: формировала большинство в Греческом парламенте и Кабинете министров Греции.
В греческом парламенте депутаты от «Новой демократии», имея 41,9 % поданных за них голосов избирателей, заняли 152 места. Ближайший соперник партии, «Всегреческое социалистическое движение» (ПАСОК), опираясь на 38,1 % голосов избирателей, получило 102 мандата вместо прежних 117. При этом все же позиции двух крупнейших партий несколько пошатнулись: укрепили свои позиции коммунисты (8,1 % — 21 мандат) и националисты (5,9 % — 12 мест).
На парламентских выборах 2009 года «Новая демократия» набрала 33,49 % голосов избирателей, уступив оппозиционному социалистическому движению ПАСОК. Поэтому новым премьер-министром страны стал лидер ПАСОК Георгиос Папандреу. Костас Караманлис добровольно отказался от поста председателя партии. На конгрессе 8 ноября было принято решение о внесении изменений в Устав «Новой демократии», которые предусматривали выборы президента партии всеми членами. Поэтому право голоса получили даже те, кто станет членами партии в день выборов.
Внутрипартийные выборы были назначены на 29 ноября 2009 года (в случае необходимости перевыборы должны состоятся 5 декабря). На эту должность были выдвинуты следующие кандидатуры: Димитриос Аврамопулос, Антонис Самарас, префект Салоник Панайотис Псомиадис, а также Дора Бакоянни, однако Димитрис Аврамопулос вскоре отказался от баллотирования. По данным первого опроса, проведённого изданием «Катемерини» накануне выборов, Антониса Самараса поддерживало 43 %, Дору Бакоянни — 35 %, Панайотиса Псомиадиса — 18 %. Наконец новым главой партии стал Антонис Самарас.
Антонис Самарас быстро проявил себя как крайне принципиальный и непримиримый политик. Так, 7 мая 2010 года он исключил из состава партии бывшего министра иностранных дел Греции Дору Бакоянни после того, как она проголосовала за ратификацию программы финансовой помощи Греции от ЕС и МВФ для предотвращения дефолта, вопреки позиции партии.  14 июня 2010 года о своём добровольном выходе из парламентской фракции «Новой демократии» сообщил Костас Кильтидис, бывший заместитель министра агропромышленного развития.
В продолжение ряда скандалов о подкупе руководства партии греческим отделением Siemens, которые длились с 2009 года, 30 мая 2010 года Антонис Самарас объявил о намерении очистить партию от членов, чьё имя причастно к коррупционному скандалу, среди которых, в частности, Аристотелис Павлидис, Теодорос Русопулос и Йоргос Вулгаракис. Так, 28 мая 2010 года бывший министр транспорта и коммуникаций Греции Тасос Мантелис (ПАСОК) признался парламентскому комитету, что взял взятку в сумме 100 тысяч евро (123,5 тысячи долларов) у компании Siemens в 1998 году.
30 мая 2010 года состоялись выборы региональных лидеров партии — второй раз в истории партии выборы были прямыми и общими. С 25 по 27 июня 2010 года продолжался 8 партийный съезд Новой демократии, на котором Антонис Самарас провозгласил новые задачи, отличные от меморандума, подписанного Грецией с ЕС и МВФ для преодоления долгового кризиса.
В январе 2011 года «Новая демократия» переехала в новую штаб-квартиру на проспекте Сингру. В старом офисе партии, неоклассическом здании на улице Ригиллис, 18, разместился Институт демократии имени Константиноса Караманлиса. 21 января 2011 года в новом партийном офисе Антонис Самарас презентовал новый логотип партии, который теперь состоит из оранжевой и оливковой волнистых линий и букв ΝΔ голубого цвета. Новый логотип, по словам лидера, должен стать «символом партии в XXI веке, он символизирует прозрачность, лидерство, гуманность, уверенность. Старый логотип не исключён партией, он становится её историей».
На повторных выборах 17 июня 2012 года, партия получила 29,66 % голосов, за партию проголосовало 1 825 502 избирателя, по итогам выборов партия получила 129 мест в парламенте.

## Результатвыборов
| Год           | Президент партии        | Кол-во избирателей | Процент избирателей | Места в парламенте | Места в парламенте                               |
| ------------- | ----------------------- | ------------------ | ------------------- | ------------------ | ------------------------------------------------ |
| 1974          | Константинос Караманлис | 2 669 133          | 54,4 %              | 220                | Правительство                                    |
| 1977          | Константинос Караманлис | 2 146 365          | 41,8 %              | 171                | Правительство                                    |
| 1981          | Георгиос Раллис         | 2 034 496          | 35,9 %              | 115                | Оппозиция                                        |
| 1985          | Константинос Мицотакис  | 2 599 681          | 40,8 %              | 126                | Оппозиция                                        |
| Июнь 1989     | Константинос Мицотакис  | 2 887 488          | 44,3 %              | 145                | Правительство в союзе «Новая демократия-ККЕ-ЕАР» |
| Ноябрь 1989   | Константинос Мицотакис  | 3 093 479          | 46,2 %              | 148                | Член союза «Новая Демократия-ПАСОК-Синаспизмос»  |
| 1990          | Константинос Мицотакис  | 3 088 137          | 46,9 %              | 150                | Правительство                                    |
| 1993          | Константинос Мицотакис  | 2 711 241          | 39,3 %              | 111                | Оппозиция                                        |
| 1996          | Мильтиадис Эверт        | 2 584 765          | 38,1 %              | 108                | Оппозиция                                        |
| 2000          | Костас Караманлис       | 2 935 196          | 42,7 %              | 126                | Оппозиция                                        |
| 2004          | Костас Караманлис       | 3 359 058          | 45,4 %              | 165                | Правительство                                    |
| 2009          | Костас Караманлис       | 2 295 967          | 33,48 %             | 91                 | Оппозиция                                        |
| май 2012      | Антонис Самарас         | 1 192 054          | 18,85 %             | 108                | Правительство не сформировано                    |
| июнь 2012     | Антонис Самарас         | 1 825 502          | 29,66 %             | 129                | Правительство в альянсе с ПАСОК и ДИМАР          |
| январь 2015   | Антонис Самарас         | 1 718 815          | 27,81 %             | 76                 | Оппозиция                                        |
| сентябрь 2015 | Вангелис Меймаракис     | 1 526 205          | 28,10 %             | 75                 | Оппозиция                                        |
| 2019          | Кириакос Мицотакис      | 2 251 411          | 39,85 %             | 158                | Правительство                                    |